# Lista de episódios de Covert Affairs
Covert Affairs é uma série americana de drama com espionagem que vai ao ar na emissora USA Network estrelada por Piper Perabo e Christopher Gorham. O drama de uma hora estreou na Terça, 13 de Julho, de 2010, logo após White Collar.

## Visão Global da Série
| Temporada | Temporada | Episódios | Foi ao ar            | Foi ao ar              | Lançamento em DVD   | Lançamento em DVD | Lançamento em DVD    |
| Temporada | Temporada | Episódios | Estreia da Temporada | Final da Temporada     | Região 1            | Região 2          | Região 4             |
| --------- | --------- | --------- | -------------------- | ---------------------- | ------------------- | ----------------- | -------------------- |
|           | 1         | 11        | 13 de julho de 2010  | 14 de setembro de 2010 | 17 de maio de 2011  | —                 | 2 de junho de 2011   |
|           | 2         | 16        | 7 de junho de 2011   | 6 de dezembro de 2011  | 20 de maio de 2012  | —                 | 22 de junho de 2012  |
|           | 3         | 16        | 10 de julho de 2012  | 20 de novembro de 2012 | 10 de abril de 2013 | —                 | 16 de maio de 2013   |
|           | 4         | 16        | 16 de julho de 2013  | 21 de novembro de 2013 | 15 de julho de 2014 | —                 | 10 de agosto de 2014 |
|           | 5         | 16        | 24 de julho de 2014  | 18 de dezembro de 2014 | 2 de junho de 2015  | —                 | 6 de julho de 2015   |

## Lista de Episódios

### Temporada 1: 2010
Primeira temporada de Covert Affairs contém 11 episódios. Com exceção do episódio piloto, todos os títulos dos episódios da Season 1 são também títulos de músicas de Led Zeppelin.
| Série # | Temporada # | Título                             | Dirigido por      | Escrito por                     | Data Original          | Código Produção | EUA Telespectadores (milhões) |
| --- | ----------- | ---------------------------------- | ----------------- | ------------------------------- | ---------------------- | --------------- | ----------------------------- |
| 1 | 1           | "Pilot" "Bem vindo à CIA"          | Tim Matheson      | Matt Corman & Chris Ord         | 13 de julho de 2010    | CA101           | 4.88                          |
| A CIA retira Annie de seu treinamento quando precisam de suas habilidades linguísticas em uma missão. Quando a missão vira uma catástrofe, Annie percebe que há algo errado e pede ajuda a um colega cego para descobrir a verdade. |             |                                    |                   |                                 |                        |                 |                               |
| 2 | 2           | "Walter's Walk"                    | Felix Alcala      | Matt Corman & Chris Ord         | 20 de julho de 2010    | CA102           | 5.21                          |
| A nova agente da CIA Annie Walker ainda é forçada a trabalhar em casos menores até receber a dica de que uma célula do IRA está atuando nos Estados Unidos.                                                                         |             |                                    |                   |                                 |                        |                 |                               |
| 3 | 3           | "South Bound Suarez"               | John Kretchmer    | James Parriott                  | 27 de julho de 2010    | CA103           | 4.83                          |
| Annie interroga um estudante universitário a respeito de um governador corrupto na Venezuela, mas o assassinato de outro agente envolvido na investigação complica sua missão.                                                      |             |                                    |                   |                                 |                        |                 |                               |
| 4 | 4           | "No Quarter"                       | Allan Kroeker     | Stephen Hootstein               | 3 de agosto de 2010    | CA104           | 5.30                          |
| Annie precisa da ajuda de Auggie para retornar de Zurique, onde está ilhada com um agente da Mossad nada confiável. Na Agência, Joan e Arthur suspeitam que Auggie está repassando informações confidenciais da CIA.                |             |                                    |                   |                                 |                        |                 |                               |
| 5 | 5           | "In the Light"                     | Jonathan Glassner | Meredith Lavender & Marcie Ulin | 10 de agosto de 2010   | CA105           | 5.17                          |
| Para impedir que um carregamento de armas chegue a seu destino, Annie pede ajuda a um antigo agente e atrai a atenção de Henry Wilcox e deu seu antigo namorado, Ben Mercer.                                                        |             |                                    |                   |                                 |                        |                 |                               |
| 6 | 6           | "Houses of the Holy"               | Alex Chapple      | Dana Calvo                      | 17 de agosto de 2010   | CA106           | 5.36                          |
| Quando a segurança nacional está em risco, Annie tenta encontrar o traidor no Comitê de Segurança. Auggie começa a trabalhar em um novo departamento.                                                                               |             |                                    |                   |                                 |                        |                 |                               |
| 7 | 7           | "Communication Breakdown"          | Kate Woods        | Matthew Lau                     | 24 de agosto de 2010   | CA107           | 5.87                          |
| Auggie recebe a missão de rastrear um hacker responsável por derrubar os sistemas de comunicação da cidade. Por acaso, a hacker é sua ex-namorada.                                                                                  |             |                                    |                   |                                 |                        |                 |                               |
| 8 | 8           | "What Is and What Should Never Be" | Rod Hardy         | Brett Conrad                    | 31 de agosto de 2010   | CA108           | 5.26                          |
| Annie enfrenta Ben novamente ao investigar um leilão de obras de arte muito suspeito. |             |                                    |                   |                                 |                        |                 |                               |
| 9 | 9           | "Fool in the Rain"                 | Vincent Misiano   | Stephen Hootstein               | 7 de setembro de 2010  | CA109           | 5.40                          |
| Um traficante de armas iraniano que conseguiu escapar da prisão faz uma proposta à CIA. Em troca de conseguir um visto americano, ele vai devolver armamentos roubados ao governo.                                                  |             |                                    |                   |                                 |                        |                 |                               |
| 10 | 10          | "I Can't Quit You Baby"            | Ken Girotti       | James Parriott                  | 14 de setembro de 2010 | CA110           | 4.59                          |
| Em sua nova missão, Annie deve convencer traficantes a contratarem-na. Henry Wilcox é convidado para retornar por Arthur e Joan. |             |                                    |                   |                                 |                        |                 |                               |
| 11 | 11          | "When the Levee Breaks"            | Allan Kroeker     | Matt Corman & Chris Ord         | 14 de setembro de 2010 | CA111           | 5.23                          |
| Ben Mercer chega ao quartel-general da CIA e confronta Annie a respeito de seu passado. |             |                                    |                   |                                 |                        |                 |                               |

### Temporada 2: 2011
A série foi renovada para a segunda temporada em 19 de Agosto de 2010. A produção começou em março de 2011.  Está prevista para ir ao ar dia 07 de Junho de 2011. Ben Lawson faz participação em vários episódios como o Dr. Scott Weiss, um médico em um pronto-socorro local. Rena Sofer entra como uma personagem recorrente chamada Gina, ex-mulher de Arthur Campbell. Outra atriz convidada é Rebecca Mader. Todos os títulos de episódios da segunda temporada também são títulos de músicas de R.E.M.
| Nº | Nº | Título                          | Diretor(es)   | Escritor(es)            | Audiência (em milhões) | Código                 | Exibição original |
| --- | -- | ------------------------------- | ------------- | ----------------------- | ---------------------- | ---------------------- | ----------------- |
| 12 | 1  | "Begin the Begin"               | Kate Woods    | Matt Corman & Chris Ord | 4.56                   | 06 de junho de 2011    | S02E01            |
| Ben desaparece depois de retornar de Washington, capital. Enquanto isso, Annie é designada para proteger uma tenista russa. |    |                                 |               |                         |                        |                        |                   |
| 13 | 2  | "Good Advices"                  | Ken Girotti   | Stephen Hootstein       | 3.92                   | 14 de junho de 2011    | S02E02            |
| Annie tenta se aproximar a uma secretária na embaixada da Síria em Paris, transformando-a em alguém de confiança. Mas logo ela descobre que não é a única atrás da mulher, já que se depara com o agente de Mossad, chamado Eyal Lavin.                                              |    |                                 |               |                         |                        |                        |                   |
| 14 | 3  | "Bang and Blame"                | Allan Kroeker | Erica Shelton           | 4.03                   | 21 de junho de 2011    | S02E03            |
| Annie é enviada de volta à Camp Peary ("Fazenda") após o nome da CIA estagiário é vazado em um animal de estimação-cuidados sala de chat que serve como fachada para os iranianos. Estrelas participantes: Ben Lawson, Rena Sofer, e Tim Guinee.                                     |    |                                 |               |                         |                        |                        |                   |
| 15 | 4  | "All the Right Friends"         | Stephen Kay   | Norman Morrill          | 4.01                   | 28 de junho de 2011    | S02E04            |
| Um assassino coloca Annie e um espião na mira durante uma troca na Argentina. A dupla é forçada a se esconder e escapar das autoridades até descobrir quem é o interessado em matá-los.                                                                                              |    |                                 |               |                         |                        |                        |                   |
| 16 | 5  | "Around the Sun"                | Félix Alcalá  | Dana Calvo              | 4.81                   | 06 de junho de 2011    | S02E05            |
| Annie investiga um informante na NASA, alguém que pode prejudicar os satélites espaciais dos Estados Unidos. Durante a missão, ela deve se ajustar também a trabalhar com um novo colaborador de tecnologia, já que Auggie está em uma nova posição.                                 |    |                                 |               |                         |                        |                        |                   |
| 17 | 6  | "The Outsiders"                 | Marc Roskin   | Julia Ruchman           | 4.30                   | 12 de julho de 2011    | S02E06            |
| Annie e Reva são capturadas pela polícia da Bielorrússia durante uma missão de instalação de câmeras de segurança. Enquanto a dupla tenta escapar, Joan envia Jai como responsável pela extração segura.                                                                             |    |                                 |               |                         |                        |                        |                   |
| 18 | 7  | "Half a World Away"             | -             | -                       | -                      | 19 de julho de 2011    | S02E07            |
| Durante um festival de jazz em Istanbul, Auggie se encontra com o homem que o cegou, o que o faz decidir ir atrás do criminoso. Enquanto isso, Annie descobre a verdade sobre o que realmente aconteceu com Auggie.                                                                  |    |                                 |               |                         |                        |                        |                   |
| 19 | 8  | "Welcome to the Occupation"     | ASD           | ASD                     | -                      | 26 de julho de 2011    | S02E08            |
| Annie e Joan se passam por um grupo de notícias para ajudar a extrair uma agente da CIA, mantida como refém no México. |    |                                 |               |                         |                        |                        |                   |
| 20 | 9  | "Sad Professor"                 | -             | -                       | -                      | 2 de agosto de 2011    | S02E09            |
| Após a morte do antigo professor da faculdade de Annie, que na realidade era um agente disfarçado, ela é enviada para descobrir a verdade da viúva. A esperança é que a esposa consiga trazer pistas sobre o grupo criminoso paquistanês.                                            |    |                                 |               |                         |                        |                        |                   |
| 21 | 10 | "World Leader Pretend"          | -             | -                       | ASA                    | 9 de agosto de 2011    | S02E10            |
| Annie vê uma oportunidade durante uma missão de ajuda a um cientista chinês, mas a extração complicada pode afetar sua relação com Danielle. |    |                                 |               |                         |                        |                        |                   |
| 22 | 11 | "The Wake-Up Bomb"              | -             | -                       | -                      | 1 de novembro de 2011  | S02E11            |
| Annie fica solitária após uma missão mal sucedida em Veneza. Entretanto, a vida continua, e sua nova tarefa envolve o movimento separatista basco. |    |                                 |               |                         |                        |                        |                   |
| 23 | 12 | "Uberlin"                       | -             | -                       | -                      | 8 de novembro de 2011  | S02E12            |
| Annie tenta trazer a esposa de um criminoso para a CIA, com o objetivo de tê-la como aliada, ao mesmo tempo em que a caça ao marido continua. Entretanto, a mulher descobre o objetivo de Annie e requisita uma reunião com Arthur, já que o conhece desde que era uma agente Stasi. |    |                                 |               |                         |                        |                        |                   |
| 24 | 13 | "A Girl Like You"               | -             | -                       | -                      | 8 de novembro de 2011  | S02E13            |
| Annie segue Eyal Lavin quando esta se encontra em Washington e finge ser uma agente da CIA. |    |                                 |               |                         |                        |                        |                   |
| 25 | 14 | "Horse to Water"                | -             | -                       | -                      | 22 de novembro de 2011 | S02E14            |
| Annie fica de olho na filha de um analista da CIA, preso por vender inteligência. Depois da morte de um informante, na Rússia, a CIA suspeita que a mulher pode estar ajudando seu pai.                                                                                              |    |                                 |               |                         |                        |                        |                   |
| 26 | 15 | "What’s the Frequency, Kenneth" | -             | -                       | -                      | 29 de novembro de 2011 | S02E15            |
| Um agente da MI6 pede a Annie acesso ao Smithsonian. Já que ele não sabe que Annie é uma agente da CIA, ela decide cooperar para descobrir qual é o objetivo da visita. |    |                                 |               |                         |                        |                        |                   |
| 27 | 16 | "Letter Never Sent"             | -             | -                       | -                      | 6 de dezembro de 2011  | S02E16            |
| No final da temporada, as férias de Annie e Danielle em Estocolmo se tornam perigosas quando Danielle é confundida com uma espiã, o que coloca sua vida em risco. |    |                                 |               |                         |                        |                        |                   |

### Temporada 3: 2012
Terceira temporada de Covert Affairs contém 16 episódios. Todos os títulos de episódios da terceira temporada também são títulos de músicas de  David Bowie.
| Nº | Nº | Título                              | Diretor(es) | Escritor(es) | Audiência (em milhões) | Código                 | Exibição original |
| --- | -- | ----------------------------------- | ----------- | ------------ | ---------------------- | ---------------------- | ----------------- |
| 28 | 1  | "Hang on to Yourself"               | -           | -            | --                     | 07 de julho de 2012    | S03E01            |
| Uma tragédia leva os agentes para um território pouco familiar.                                                                                                 |    |                                     |             |              |                        |                        |                   |
| 29 | 2  | "Sound and Vision"                  | -           | -            | --                     | 17 de julho de 2012    | S03E02            |
| Annie e Auggie vão para a Espanha em busca de um vírus de computador, o qual também chamou a atenção da China.                                                  |    |                                     |             |              |                        |                        |                   |
| 30 | 3  | "The Last Thing You Should Do"      | -           | -            | --                     | 24 de julho de 2012    | S03E03            |
| Auggie visita Parker na África, porém se vê no meio de problemas durante a viagem. Isso faz com que Annie, Joan e Lena se juntem para trazer o colega de volta. |    |                                     |             |              |                        |                        |                   |
| 31 | 4  | "Speed of Life"                     | -           | -            | --                     | 31 de julho de 2012    | S03E04            |
| A CIA e o FBI investigam um arrombamento em uma empresa de alta tecnologia.                                                                                     |    |                                     |             |              |                        |                        |                   |
| 32 | 5  | "This is Not America"               | -           | -            | --                     | 14 de agosto de 2012   | S03E05            |
| Annie vai a Israel para saber quem vazou a tecnologia americana.                                                                                                |    |                                     |             |              |                        |                        |                   |
| 33 | 6  | "Hello Stranger"                    | -           | -            | --                     | 21 de agosto de 2012   | S03E06            |
| Annie Walker (Piper Perabo) tenta transformar o primeiro-ministro do Yemen em um ativo da CIA.                                                                  |    |                                     |             |              |                        |                        |                   |
| 34 | 7  | "Loving the Alien"                  | -           | -            | --                     | 28 de agosto de 2012   | S03E07            |
| Annie viaja para Cuba com Simon para saber mais sobre seus planos. Auggie visita Henry e descobre uma pista para desvendar a morte de Jai.                      |    |                                     |             |              |                        |                        |                   |
| 35 | 8  | "Glass Spider"                      | -           | -            | --                     | 4 de setembro de 2012  | S03E08            |
| Arthur faz de tudo para trazer Simon uma prioridade. Annie Walker pede a tarefa de trazer Simon.                                                                |    |                                     |             |              |                        |                        |                   |
| 36 | 9  | "Suffragette City"                  | -           | -            | --                     | 11 de setembro de 2012 | S03E09            |
| 37 | 10 | "Let's Dance"                       | -           | -            | --                     | 18 de setembro de 2012 | S03E10            |
| A CIA tenta conseguir provas de que um inimigo está escondido na Rússia.                                                                                        |    |                                     |             |              |                        |                        |                   |
| 38 | 11 | "Rock 'n' Roll Suicide"             | -           | -            | --                     | 16 de outubro de 2012  | S03E11            |
| Auggie, Joan e Arthur trabalham com um velho amigo para levar Annie Walker para casa de uma prisão russa.                                                       |    |                                     |             |              |                        |                        |                   |
| 39 | 12 | "Wishful Beginnings"                | -           | -            | --                     | 23 de outubro de 2012  | S03E12            |
| Eyal e seu chefe solicitam a assistência da CIA para encontrar um ativo Mossad.                                                                                 |    |                                     |             |              |                        |                        |                   |
| 40 | 13 | "Man in the Middle"                 | -           | -            | --                     | 30 de outubro de 2012  | S03E13            |
| Annie Walker tem 12 horas para entregar um ativo e encontrar suspeitos de terrorismo.                                                                           |    |                                     |             |              |                        |                        |                   |
| 41 | 14 | "Scary Monsters (and Super Creeps)" | -           | -            | --                     | 6 de novembro de 2012  | S03E14            |
| Annie Walker e Eyal rastreiam um ativo importante, que desapareceu da custódia preventiva.                                                                      |    |                                     |             |              |                        |                        |                   |
| 42 | 15 | "Quicksand"                         | -           | -            | --                     | 13 de novembro de 2012 | S03E15            |
| Annie Walker trabalha com Eyal para rastrear Khalid Ansari, enquanto Joan e Auggie Anderson vão embora.                                                         |    |                                     |             |              |                        |                        |                   |
| 43 | 16 | "Lady Stardust"                     | -           | -            | --                     | 20 de novembro de 2012 | S03E16            |
| Annie Walker vai a Amsterdã para resgatar um espião que foi feito refém no final da terceira temporada.                                                         |    |                                     |             |              |                        |                        |                   |

### Temporada 4: 2013
A quarta temporada de Covert Affairs contém 16 episódios. Todos os títulos de episódios da quarta temporada também são títulos de músicas de The Pixies.
| Nº | Nº | Título                      | Diretor(es) | Escritor(es) | Audiência (em milhões) | Código                 | Exibição original |
| --- | -- | --------------------------- | ----------- | ------------ | ---------------------- | ---------------------- | ----------------- |
| 44 | 1  | "Vamos"                     | -           | -            | --                     | 16 de julho de 2013    | S04E01            |
| Quando Annie e Auggie vão à Colômbia procurar informações sobre uma nova pessoa, O Puma, o jogo de espionagem fica sério. |    |                             |             |              |                        |                        |                   |
| 45 | 2  | "Dig For Fire"              | -           | -            | --                     | 23 de julho de 2013    | S04E02            |
| Uma revelação abala a CIA; Annie, Auggie e Arthur tentam expor a agenda secreta de Henry; Joan confia em Annie. |    |                             |             |              |                        |                        |                   |
| 46 | 3  | "Into the White"            | -           | -            | --                     | 30 de julho de 2013    | S04E03            |
| Annie tenta impedir um ato de terrorismo e procura descobrir as verdadeiras alianças feitas por Teo Braga. Enquanto isso, Joan começa a fazer entrevistas que podem afetar seu futuro na CIA.                                   |    |                             |             |              |                        |                        |                   |
| 47 | 4  | "Rock A My Soul"            | -           | -            | --                     | 06 de agosto de 2013   | S04E04            |
| Annie e Auggie percebem que o romance afetou a relação de trabalho dos dois. Enquanto isso, Arthur e Henry batem de frente. |    |                             |             |              |                        |                        |                   |
| 48 | 5  | "Here Comes Your Man"       | -           | -            | --                     | 13 de agosto de 2013   | S04E05            |
| Annie trabalha disfarçada em Viena e deve cortar as comunicações com Auggie. Enquanto isso, Joan e Arthur decidem chamar reforços.                                                                                              |    |                             |             |              |                        |                        |                   |
| 49 | 6  | "Space (I Believe In)"      | -           | -            | --                     | 20 de agosto de 2013   | S04E06            |
| Annie se envolve em uma investigação do FBI para conseguir apagar suas pistas. Mais tarde, Henry oferece uma grande oportunidade para Annie.                                                                                    |    |                             |             |              |                        |                        |                   |
| 50 | 7  | "Crackity Jones"            | -           | -            | --                     | 27 de agosto de 2013   | S04E07            |
| Annie se junta a um veterano, ao mesmo tempo em que Auggie lida com problemas do passado. Para completar, Calder fica com ainda mais suspeitas com relação a Annie.                                                             |    |                             |             |              |                        |                        |                   |
| 51 | 8  | "I've Been Waiting For You" | -           | -            | --                     | 03 de setembro de 2013 | S04E08            |
| Annie convence Teo a ativar um de seus homens. Joan toma uma decisão. Calder mostra quem verdadeiramente é. Auggie encara problemas.                                                                                            |    |                             |             |              |                        |                        |                   |
| 52 | 9  | "Hang Wire"                 | -           | -            | --                     | 10 de setembro de 2013 | S04E09            |
| Arthur procura uma advogada, pois, quer confessar a verdade em público. Annie impede que Teo mate Henry. Auggie acha que Calder não trabalha mais para Henry.                                                                   |    |                             |             |              |                        |                        |                   |
| 53 | 10 | "Levitate Me"               | -           | -            | --                     | 17 de setembro de 2013 | S04E10            |
| Annie tenta desesperadamente derrubar Henry. Calder e Annie se enfrentam. |    |                             |             |              |                        |                        |                   |
| 54 | 11 | "Dead"                      | -           | -            | --                     | 17 de outubro de 2013  | S04E11            |
| Annie começa uma operação de infiltração por conta própria. E Auggie, Joan e Arthur lidam com as consequências da “morte” de Annie.                                                                                             |    |                             |             |              |                        |                        |                   |
| 55 | 12 | "Something Agains You"      | -           | -            | --                     | 24 de outubro de 2013  | S04E12            |
| Auggie se junta a Calder para trabalhar em um método alternativo para destruir Henry. E Joan confronta Auggie. |    |                             |             |              |                        |                        |                   |
| 56 | 13 | "N. 13 Baby"                | -           | -            | --                     | 31 de outubro de 2013  | S04E13            |
| Henry pede ajuda para seu único aliado em Langley, Calder. E Joan revela algo durante seu depoimento que cria um grande desconforto entre ela e Arthur. Enquanto isso, uma antiga paixão mostra ainda ter interesse por Auggie. |    |                             |             |              |                        |                        |                   |
| 57 | 14 | "River Euphrates"           | -           | -            | --                     | 07 de novembro de 2013 | S04E14            |
| Annie vai para Nova York atrás de uma prova irrefutável. A data do julgamento da corte de Arthur se aproxima. Enquanto isso Joan é forçada a trabalhar em campo.                                                                |    |                             |             |              |                        |                        |                   |
| 58 | 15 | "There Goes My Gun"         | -           | -            | --                     | 14 de novembro de 2013 | S04E15            |
| Annie, Auggie e Calder vão a Hong Kong em uma missão não sancionada. Enquanto isso, Joan e Arthur descobrem um traidor. |    |                             |             |              |                        |                        |                   |
| 59 | 16 | "Trompe Le Monde"           | -           | -            | --                     | 21 de novembro de 2013 | S04E16            |
| Annie Walker e Auggie tentam levar Henry à justiça. Enquanto isso Calder volta aos Estados Unidos . |    |                             |             |              |                        |                        |                   |

### Temporada 5: 2014
A quinta temporada contém 16 episódios. O ator australiano Nicholas Bishop se juntou ao elenco principal como bilionário e oficial de forças especiais com quem Annie tem uma relação complexa. A atriz e cantora Amy Jo Johnson está no elenco como Hayley Price, uma especialista em contra-terrorismo que se choca com Auggie. O ator Oded Fehr reprisou seu papel como agente em dois episódios.
| Nº | Nº | Título                             | Diretor(es)        | Escritor(es)            | Exibição original      | Código |      |
| --- | -- | ---------------------------------- | ------------------ | ----------------------- | ---------------------- | ------ | ---- |
| 60 | 1  | "Shady Lane"                       | Félix Alcalá       | Matt Corman & Chris Ord | 24 de junho de 2014    | CA501  | 1.88 |
| Annie Walker (Piper Perabo) está desaparecida a quatro meses desde que matou Henry e sua história de uma estadia tranquila em uma praia convence um polígrafo, mas não Auggie (Christopher Gorham) e Calder (Hill Harper). Khalid (Haaz Sleiman) ressurge em Chicago. Ele é encontrado e morto, mas deixa evidências levando a Borz Altan (Michael A. Goorjian), um veterano muçulmano de ambos os militares dos EUA e da empresa de segurança privada de Ryan McQuaid (Nicholas Bishop). Annie pede para voltar a trabalhar com Auggie. Arthur (Peter Gallagher) aceita um emprego na empresa de McQuaid. |    |                                    |                    |                         |                        |        |      |
| 61 | 2  | "False Skorpion"                   | Stephen Kay        | Stephen Hootstein       | 1 de julho de 2014     | CA502  | 1.72 |
| Na Venezuela, Annie está em busca de pistas sobre Borz e depois de um conflito em uma mesquita acaba encontrando Ryan McQuaid. Ele propõe que eles trabalhem juntos, dizendo que sua intenção é capturar Borz, interrogá-lo e em seguida entregá-lo para a CIA. Enquanto isso, Auggie é interrogado por Hayley Price (Amy Jo Johnson), agente do Centro Nacional de Contraterrorismo, sobre uma ameaça que afetaria a comunidade de inteligência. |    |                                    |                    |                         |                        |        |      |
| 62 | 3  | "Unseen Power of the Picket Fence" | Stephen Kay        | Tamara Becher-Wilkinson | 8 de julho de 2014     | CA503  | 1.44 |
| Quando a primeira tentativa de sair da Venezuela falha, Annie e McQuaid se separam de seus homens e encontram Borz em Caracas. Annie tem a chance de questionar Borz e descobre que ele se reuniu em Washington com alguém chamado de "o carteiro". Auggie pede a um excêntrico ex-agente da CIA, Roger Bennett (Greg Gale), para ajudar a encontrar "o carteiro". Apesar de negar seu envolvimento com Auggie, Hayley vai visita-lo. Calder fica frustrado com suas novas responsabilidades administrativas, e confessa isso a Sydney (Nazneen Contractor), prostituta que está vendo regularmente. |    |                                    |                    |                         |                        |        |      |
| 63 | 4  | "Silence Kit"                      | Félix Alcalá       | Zak Schwartz            | 15 de julho de 2014    | CA504  | 1.52 |
| Auggie descobre que os bombardeiros de Chicago compraram suas informações de um funcionário da Agencia de Segurança Nacional chamado Wilson, que vive em Washington. Annie é ferida em um acidente de carro e vai para o hospital, onde os médicos encontraram evidências de sua condição cardíaca. Um evento de gala reúne Auggie, Hayley, Arthur, Joan e Calder. Enquanto Arthur convence Pierson (Kate Trotter) a dar um contrato lucrativo para McQuaid, Joan (Kari Matchett) descobre o relacionamento de Calder com Sydney. |    |                                    |                    |                         |                        |        |      |
| 64 | 5  | "Elevate Me Later"                 | Jamie Barber       | Karen Campbell          | 22 de julho de 2014    | CA505  | 1.70 |
| Auggie e Annie viajam para Paris, onde Auggie deve fazer com que sua antiga amiga hacker Natasha (Liane Balaban), construa uma chave de software que irá permitir que eles invadam o computador de um ex-membro do serviço federal de segurança da Russia, Ivan Kravec (Marton Csokas), que está ligado ao bombardeio de Chicago. Auggie e Natasha passam a noite juntos, enquanto Hayley não suspeita da traição. Enquanto isso, em Washington, Joan procura se aliar a Calder, ajudando ele. Em uma missão de trabalho, Arthur e Caitlyn (Perrey Reeves) visitam o Iraque e seu comboio é atacado. |    |                                    |                    |                         |                        |        |      |
| 65 | 6  | "Embassy Row"                      | Jamie Barber       | Henry Alonso Myers      | 29 de julho de 2014    | CA506  | 1.66 |
| Annie voa para Paris, onde Ivan Kravec está planejando uma grande reunião. Ele a convida para uma festa na embaixada russa e Auggie deve desativar os sistemas de computadores para que ela não seja reconhecida pela impressão digital ou de face. Quando Kravec suspeita de algo errado, Annie recebe a ajuda inesperada de um amigo. Auggie diz a Natasha que planeja terminar com Hayley, mas como a investigação dela está virando-se para Annie, ele decide continuar saindo com ela para monitorá-la. Calder descobre que o nome verdadeiro de sua amante é Stephanie Banks. Joan pede Auggie informações sobre a viagem de Arthur e descobre que ele estava em perigo no Iraque. Joan pede a Calder para trazer Arthur para Langley como consultor externo da inteligência russa. |    |                                    |                    |                         |                        |        |      |
| 66 | 7  | "Brink of the Clouds"              | Félix Alcalá       | Hayley Tyler            | 5 de agosto de 2014    | CA507  | 1.64 |
| Annie e McQuaid estão em missão no Azerbaijão. Com a ajuda de um líder local, eles encontram a base de Nathan Mueller (Max Martini), um desonesto ex-agente da CIA. Depois que Calder autorizar que mísseis sejam enviados para destruir o local, Annie e sua equipe são capturados e levados para dentro da base. Stephanie é presa com um cliente da Rússia e Calder é repreendido por Joan. Hayley diz a Auggie que ela sabe sobre a condição de Annie e ele a convence a atrasar o relatório. Hayley vê uma cena que pode mudar o rumo de suas atitudes. Bennett diz a Auggie que ele tem informações importantes sobre Mueller. |    |                                    |                    |                         |                        |        |      |
| 67 | 8  | "Grounded"                         | Larysa Kondracki   | Hank Chilton            | 12 de agosto de 2014   | CA508  | 1.62 |
| Depois de descobrir que estava sendo traída, Hayley relata a condição de saúde de Annie para Calder, que decide tirar Annie do trabalho de campo. Bennett diz a Auggie e Annie que Kravec, agora de volta à Rússia depois de um comércio de espionagem, mentiu sobre Mueller ser seu financiador. Ele diz que por 100 mil dólares, uma fonte na embaixada russa vai dar-lhe os arquivos que revelam a verdade. Annie recebe o dinheiro de McQuaid, que esconde isso de Caitlyn. Convocada junto com Calder e Joan para uma reunião com o vice- diretor de Inteligência Nacional, Annie deixa o edifício para responder a um telefonema desesperado de Bennett, pedindo-lhe para encontrá-lo em uma estação de trem distante.                                                              |    |                                    |                    |                         |                        |        |      |
| 68 | 9  | "Spit on a Stranger"               | Emile Levisetti    | Joseph Sousa            | 19 de agosto de 2014   | CA509  | 1.63 |
| Suspeitando de um ex-funcionário de McQuaid, Annie se demite da CIA e aceita a oferta de um novo trabalho na empresa de McQuaid. Em pouco tempo e com a ajuda de Auggie, ela copia os arquivos do computador de McQuaid e eles suspeitam que vários ex-funcionários de McQuaid, incluindo Borz, fazem parte de uma organização chamada "Flint". Arthur se mostra disponível a verificar isso para Annie e também fornecer um endereço ligado a Flint. Annie encontra uma fábrica abandonada e quando começa a investigar o local, encontra-se com Caitlyn, que diz que a seguiu para proteger a empresa de sua espionagem. Lá, elas são atacadas por dois homens. Enquanto isso, uma descoberta pode colocar o cargo de Auggie em perigo.                                                 |    |                                    |                    |                         |                        |        |      |
| 69 | 10 | "Sensitive Euro Man"               | Larysa Kondracki   | Tamara Becher-Wilkinson | 26 de agosto de 2014   | CA510  | 1.79 |
| Com Ryan McQuaid foragido, Caitlyn abre a empresa para a investigação da CIA, mas esconde o laptop pessoal de McQuaid. Ela encontra-se com McQuaid e entrega seu laptop, em que ele descobre um dispositivo de rastreamento GPS configurado para transmitir sua localização. Annie encontra McQuaid no Arboretum Nacional dos Estados Unidos e decide ajuda-lo a descobrir quem está armando para ele. Calder pede a sua ex-amante ajudar na obtenção de informações de seu cliente da embaixada russa. Annie e McQuaid encontram uma casa segura para ficar, mas são atacados por três assassinos. Hayley pede um mandado de prisão para Annie e entra em campo para captura-la. Annie descobre que existe uma comitiva, onde um dos carros contém a bomba.                              |    |                                    |                    |                         |                        |        |      |
| 70 | 11 | "Trigger Cut"                      | Stephen Kay        | Stephen Hootstein       | 6 de novembro de 2014  | CA511  | 1.22 |
| 71 | 12 | "Starlings of the Slipstream"      | Christopher Gorham | Karen Campbell          | 13 de novembro de 2014 | CA512  | 1.13 |
| 72 | 13 | "She Believes"                     | Christine Moore    | Hayley Tyler            | 20 de novembro de 2014 | CA513  | 1.35 |
| 73 | 14 | "Transport is Arranged"            | Emile Levisetti    | Henry Alonso Myers      | 4 de dezembro de 2014  | CA514  | 1.38 |
| 74 | 15 | "Frontwards"                       | Stephen Kay        | Stephen Hootstein       | 11 de dezembro de 2014 | CA515  | 1.31 |
| 75 | 16 | "Gold Soundz"                      | Stephen Kay        | Matt Corman & Chris Ord | 18 de dezembro de 2014 | CA516  | 1.59 |